# Aleurotithius timberlakei
Aleurotithius timberlakei là một loài côn trùng cánh nửa trong họ Aleyrodidae, phân họ Aleyrodinae.
Aleurotithius timberlakei được Quaintance & Baker miêu tả khoa học đầu tiên năm 1914.